# Karma (tir à l'arc)
Pour les articles homonymes, voir Karma (homonymie).
Karma, née le 6 juin 1990 à Tsenkharla, est une archère bhoutanaise.

## Carrière
Karma commence le tir à l'arc en avril 2009. 
En 2013 et 2015, elle participe aux championnats du monde dans les épreuves simple et par équipe. Elle se qualifie pour les Jeux olympiques d'été de 2016 grâce à une wild card commandée par des représentants du Comité international olympique, des comités nationaux et des fédérations sportives pour accroître la diversité des pays représentés sur la base de sa performance aux championnats d'Asie de tir à l'arc et aux qualifications pour la Coupe du monde 2015. Aux Jeux olympiques d'été de 2016 à Rio de Janeiro, elle est la porte-drapeau de son pays lors de la cérémonie d'ouverture. Elle participe en simple, se classe 60e des 64 participantes lors du tour de classement puis est éliminée au premier tour face à la Russe Tuyana Dashidorzhieva.
Lors des demi-finales des qualifications asiatiques 2019, elle atteint le score olympique requis en mai 2021 et se qualifie pour les Jeux olympiques d'été de 2020 à Tokyo, ce qui est une première pour un sportif du Bhoutan. Elle est à nouveau porte-drapeau de sa nation lors de la cérémonie d'ouverture, cette fois accompagnée de la nageuse Sangay Tenzin ; Tenzin sera également le porte-drapeau lors de la cérémonie de clôture. Elle participe en simple, se classe 56e des 64 participantes lors du tour de classement, établissant un record personnel, puis est éliminée au premier tour face à l'Indienne Deepika Kumari.